# Johann Friedrich August Volborth

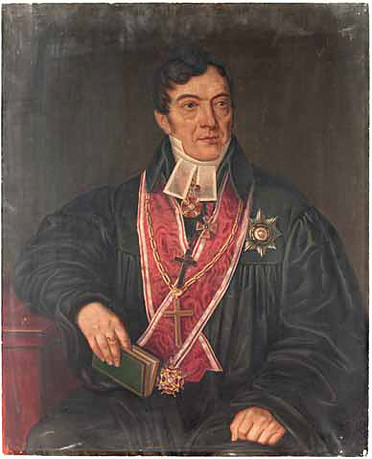
Friedrich von Volborth (ca. 1839)

Johann Friedrich August Volborth, auch Friedrich (von) Volborth (russ. Иоганн Фридрих Август Фольборт) (* 25. Maijul. / 5. Juni 1768greg. in Nordhausen am Harz; † 17. Augustjul. / 29. August 1840greg. in St. Petersburg) war ein deutscher evangelisch-lutherischer Geistlicher, der in Russland wirkte.

## Leben
Volborth war der Sohn des angesehenen Kaufmanns Johann Christian Volborth in Nordhausen. Er studierte Evangelische Theologie an der Universität Jena. Nach seinem Examen war er zunächst als Hauslehrer im Baltikum tätig. 1797 wurde er ordiniert und ging als Pastor nach Mogilev (heute Mahiljou in Belarus), wo er bis 1805 tätig war. Anschließend amtierte er fünf Jahre in Neu-Saratowka bei St. Petersburg.
1811 wurde von der Kaiserlichen Universität Dorpat ehrenhalber zum Dr. theol. promoviert. Zu diesem Zeitpunkt war er Hofprediger des Gouverneurs, Prinz Georg von Oldenburg in Twer. Ab 1813 wirkte er als Pastor der Sankt-Petri-Kirche (Sankt Petersburg), der größten lutherischen Kirche Russlands. Dieses Amt gab er am 24. September 1839 auf.
Mit Inkrafttreten der neuen Verfassung der Lutherischen Kirche im Russischen Kaiserreich, die Volborth seit 1828 mit ausgearbeitet hatte, wurde er 1832 Geistlicher Vizepräsident des Evangelisch-Lutherischen General-Konsistoriums in St. Petersburg. In diesem Amt blieb er bis zu seinem Tod 1840. Damit war er der leitende Geistliche der lutherischen Kirche im Russischen Kaiserreich. Sein Nachfolger wurde Friedrich Nikolaus von Pauffler.
In Mogilev wurde sein Sohn Alexander von Volborth (1800–1876) geboren, der als Paläontologe und Namensgeber des Minerals Volborthit bekannt wurde.

## Auszeichnungen
- Orden des Heiligen Wladimir, 4. Klasse, verbunden mit dem russischen erblichen Adelsstand (22. April 1824)
- Russischer Orden der Heiligen Anna
  - 2. Klasse (1828)
  - 2. Klasse mit der Krone (1831)
- Sankt-Stanislaus-Orden
  - 2. Klasse (1835)
  - 1. Klasse (31. März 1838)[4]